# Madrasa Mohammed Rahim Khan
La madrasa Mohammed Rahim Khan è un ex madrasa situata a Khiva in Uzbekistan. Si trova nella città murata di Itchan Kala il cui complesso è registrato nella lista UNESCO del Patrimonio Mondiale.

## La madrasa
La madrasa si trova a est della cittadella Kunya-Ark. Porta il nome del Khan che l'ha costruita, Muhammad Rahim Khan II (1845-1910), il suo nome completo era Saeed Mohammed Rahim Khan Bahadur, il suo popolo lo chiamava Madraïm Khan. Egli è salito al potere dopo la morte del padre nel 1864. Egli stesso ha scritto poesie con lo pseudonimo di Feruz o Feruz Shah. L'edificio è stato completato nel 1876, tre anni dopo la firma del Trattato del protettorato del khanato di Khiva da parte dell'Impero russo. La madrasa diventa allora una delle più grandi dell'Asia centrale con le sue settantasei celle per studenti di scienze coraniche.
Si compone di due corti; nella corte interiore si trovano le celle, la corte posteriore ha un corpo di edificio su un piano più alto per le celle, con un portale (pishtak) che si impone sulla facciata principale. Madrasa include una moschea invernale e una estiva, delle biblioteche e dei darskhon. L'arte della maiolica viene utilizzata con grande delicatezza come ornamento.
La corte principale rettangolare include un iwan al centro di ciascun lato e delle torrette agli angoli. I quattro angoli del cortile permettono a tutti l'accesso a tre celle. Il cancello d'ingresso è imponente ed è fiancheggiato da grandi ali con cinque campate con nicchie ad arco. Le celle della madrasa sono coperte con cupole, chiamate balkhi. Ognuna di esse include una camera da letto e una piccola sala per uso domestico.
Gli iwan includono in alto un fregio con iscrizioni in stile nastaliq. La struttura esterna delle celle segue uno schema classico: una nicchia con una porta di legno intagliata, una barra trasversale, e al di sopra di una finestra a griglia geometrica di colore bianco. Nel mezzo del cortile principale vi è un giardino nei pressi di una fontana.
Una sala ospita un museo di storia dei khan di Khiva. Uno spettacolo di funamboli, accompagnato da musicisti, è regolarmente organizzato nel cortile principale.

## Galleria d'immagini

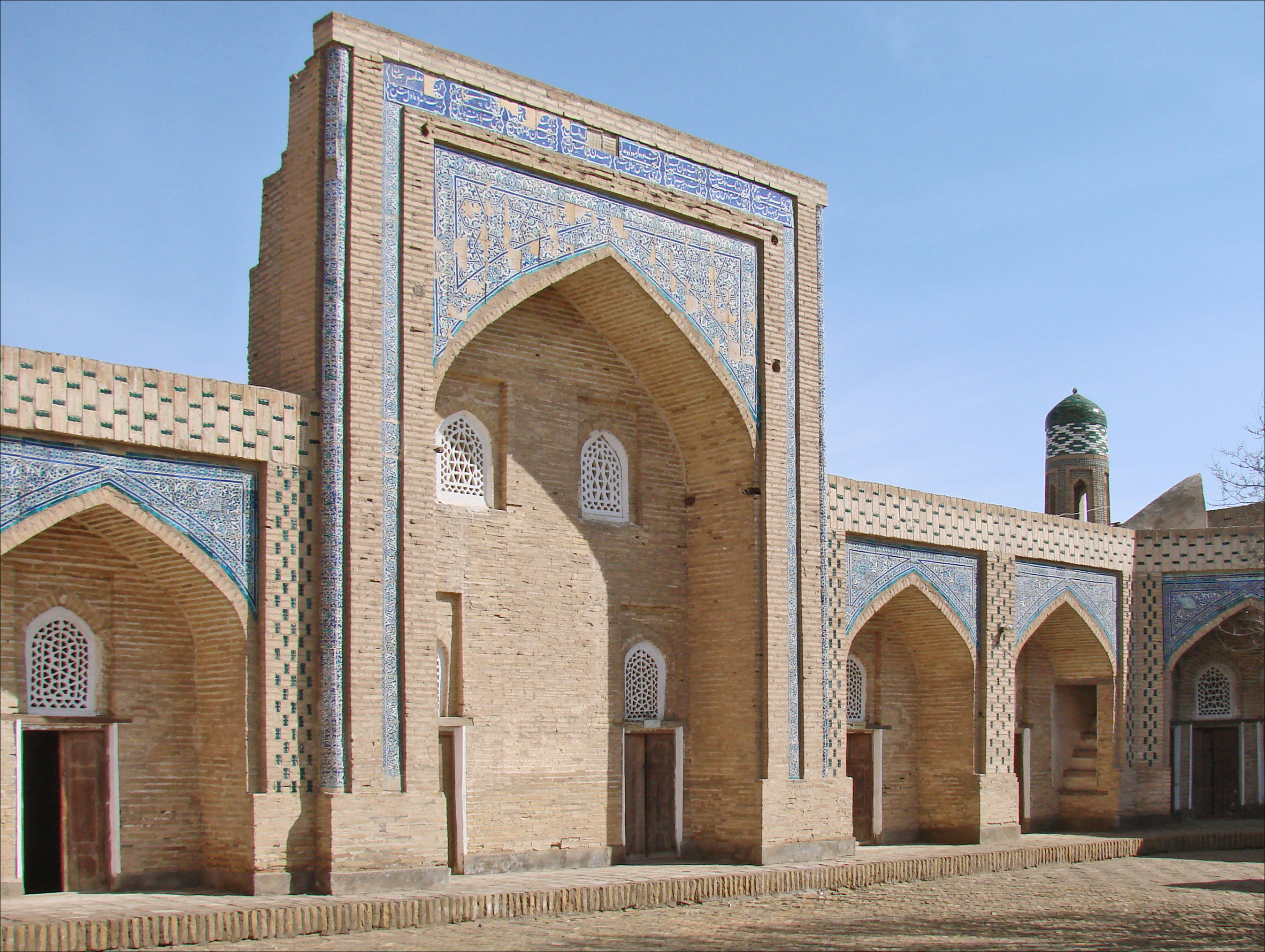
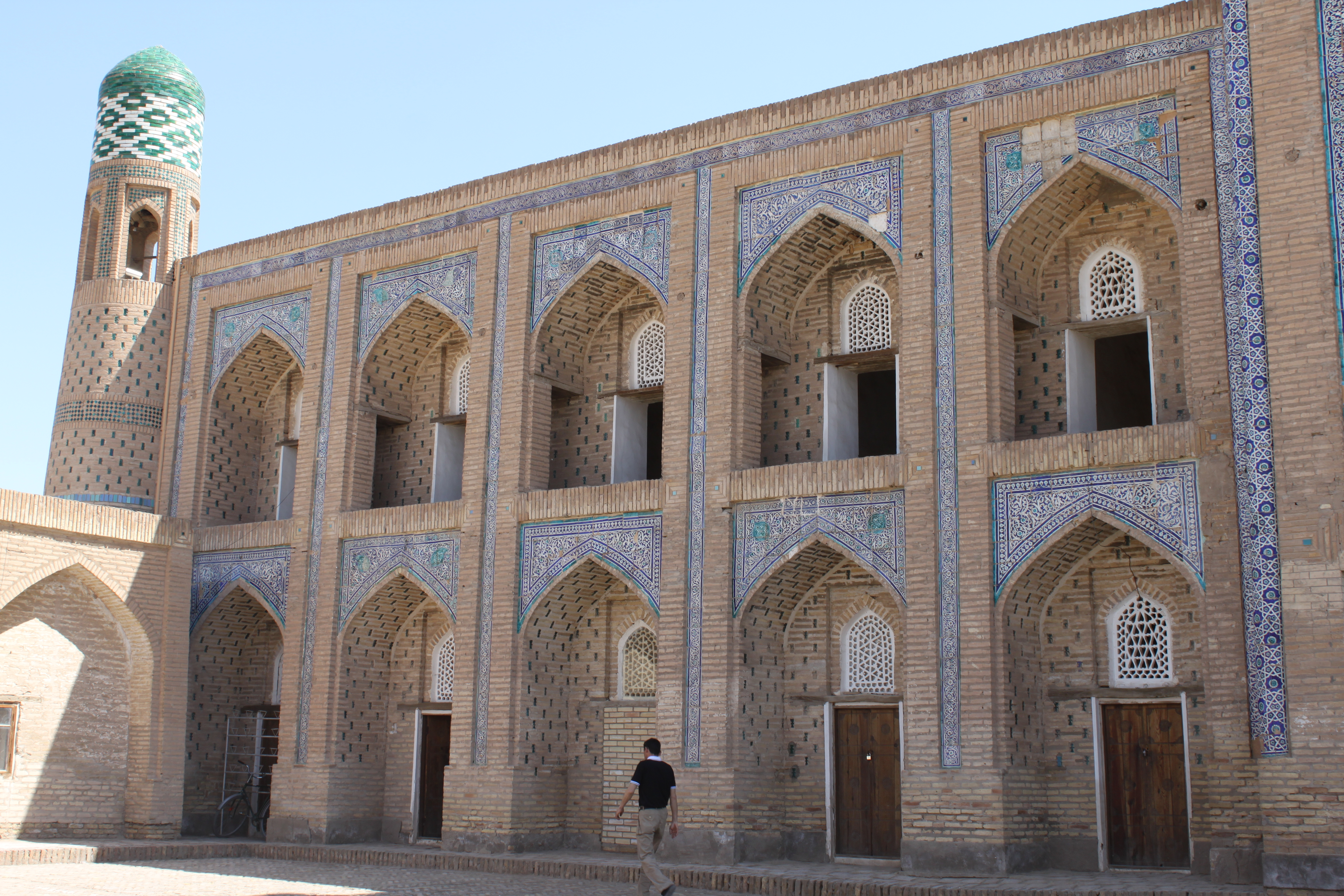
Facciata con celle
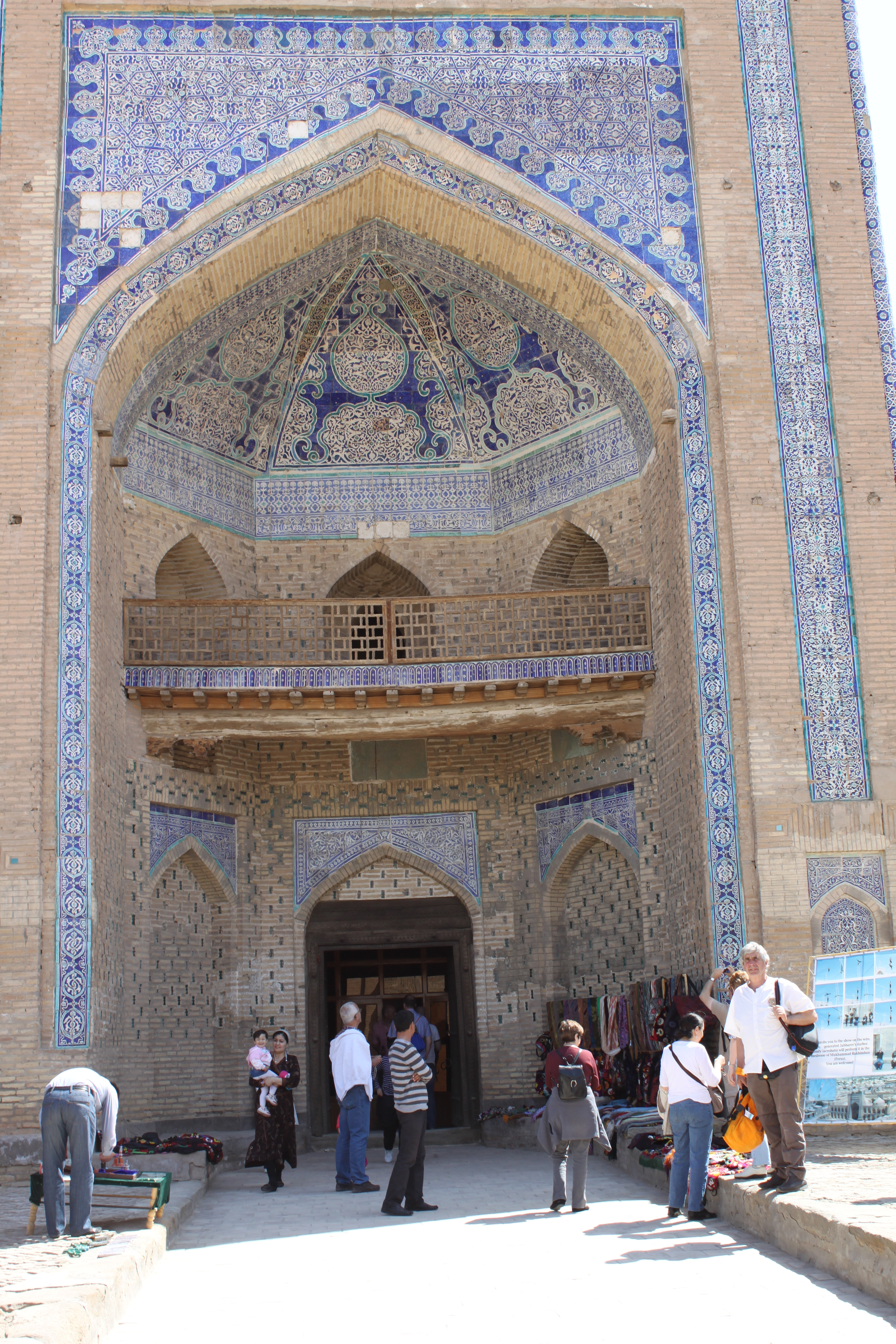
Portale d'ingresso
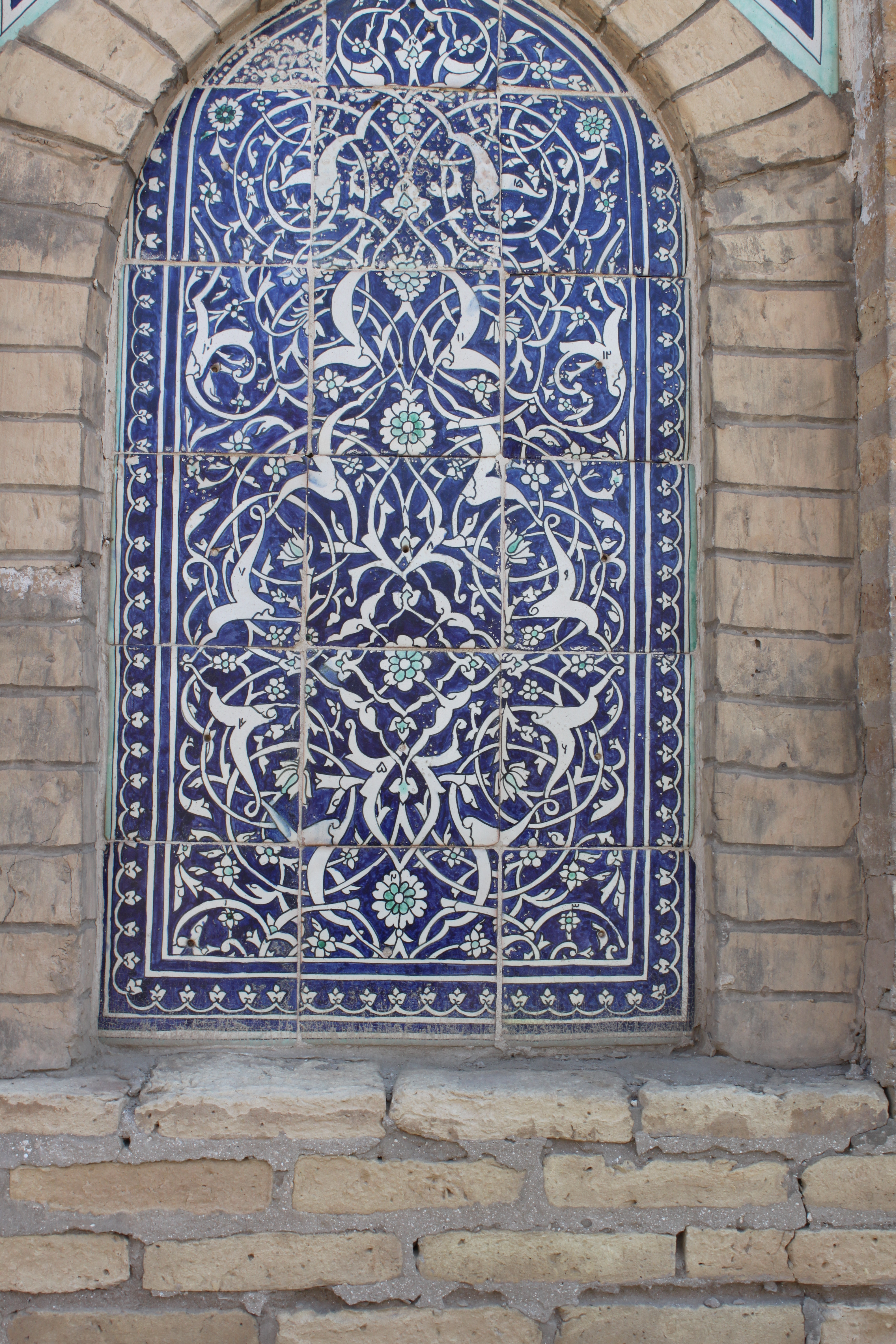